# جیسون بلر (بازیگر)
جیسون بلر (انگلیسی: Jayson Blair (actor)؛ زادهٔ ۱۷ مهٔ ۱۹۸۴) هنرپیشه اهل ایالات متحده آمریکا است.
از فیلم‌هایی که وی در آن نقش داشته است، می‌توان به ویپلش و فراموش نشدنی اشاره کرد.